# Unia Demokratyczna
De Democratische Unie (UD) (Pools: Unia Demokratyczna) was een Poolse politieke partij, die in de jaren 1991-1994 heeft bestaan.
De partij werd eind 1990 opgericht door politici die tot het vrije vakverbond Solidariteit hadden behoord en in de presidentsverkiezingen van 1990 de kandidatuur van premier Tadeusz Mazowiecki hadden gesteund. Het oprichtingscongres vond plaats in mei 1991. De partij ontstond uit een fusie tussen het kiescomité van de premier, de Burgerbeweging Democratische Actie (ROAD) en het liberale  Forum van Democratisch Rechts (FPD). Voorzitter van de Democratische Unie werd Tadeusz Mazowiecki, die deze functie gedurende het gehele bestaan van de partij is blijven vervullen. Vicevoorzitters werden Jacek Kuroń, Władysław Frasyniuk (beiden afkomstig uit de ROAD) en Aleksander Hall (afkomstig uit het FPD).
Meer nog dan ROAD had de UD geen duidelijk politiek profiel. Het was een zeer brede partij, die zowel christendemocratische, sociaaldemocratische en sociaalliberale als rechts-liberale en conservatieve elementen bevatte. In de herfst van 1992 trad een deel van diegenen die binnen de UD de zgn. Fractie van Democratisch Rechts hadden gevormd, onder leiding van Aleksander Hall uit de partij en vormden de Conservatieve Partij. 
In de parlementsverkiezingen van 1991 werd de UD met 12,3% van de stemmen en 62 van de 460 zetels de grootste partij in de Sejm, het Poolse lagerhuis. Desondanks kwam de partij na een mislukte formatiepoging door beoogd premier Bronisław Geremek in de oppositie terecht. In deze periode ging de partij nauw samenwerken met het  Liberaal-Democratisch Congres (KLD), dat eerder de spil van de regering van Jan Krzysztof Bielecki had gevormd. Na de val van de rechtse regering van Jan Olszewski kreeg de UD in 1992 alsnog zitting in de centrumrechtse regering van Hanna Suchocka, zelf lid van de UD. Deze regering kwam op 29 mei 1993 ten val, waarop nieuwe verkiezingen werden uitgeroepen.
In de parlementsverkiezingen van 1993 behaalde de UD 10,59% van de stemmen, goed voor 74 zetels. Hiermee nam de UD de derde plaats in, na de ex-communistische SLD en de PSL, die samen een centrumlinkse regering vormden.
In 1994 fuseerde de Democratische Unie met het KLD van ex-premier Bielecki en de latere premier Donald Tusk, dat bij de verkiezingen van 1993 de kiesdrempel niet had gehaald. De nieuwe partij ging Vrijheidsunie (UW) heten en zou in 2005 worden omgevormd tot de Democratische Partij - demokraci.pl.